# Platygaster australis
Platygaster australis är en stekelart som först beskrevs av Alan Parkhurst Dodd 1916.  Platygaster australis ingår i släktet Platygaster och familjen gallmyggesteklar. Inga underarter finns listade i Catalogue of Life.